# Coill Dubh
Coill Dubh är en ort i republiken Irland.   Den ligger i grevskapet Kildare och provinsen Leinster, i den centrala delen av landet, 40 km väster om huvudstaden Dublin. Coill Dubh ligger 83 meter över havet och antalet invånare är 693.
Terrängen runt Coill Dubh är mycket platt.Runt Coill Dubh är det ganska tätbefolkat, med 65 invånare per kvadratkilometer. Närmaste större samhälle är Naas, 13,2 km sydost om Coill Dubh. Trakten runt Coill Dubh består i huvudsak av gräsmarker.